# سید بدفورد
سید بدفورد (انگلیسی: Sid Bedford; ۱۸۹۷ –  ۱۸ سپتامبر ۱۹۵۸) بازیکن فوتبال اهل انگلستان بود.
از باشگاه‌هایی که در آن بازی کرده‌است می‌توان به باشگاه فوتبال لوتون تاون اشاره کرد.